# فرانک هینی
فرانک هینی (انگلیسی: Frank Heaney؛ ۲۳ نوامبر ۱۸۸۶ – ۲۴ اوت ۱۹۳۷) بازیکن فوتبال اهل ایرلند بود.
از باشگاه‌هایی که در آن بازی کرده‌است می‌توان به باشگاه فوتبال لیدز یونایتد اشاره کرد.